# Noah Bitsche
Noah Bitsche (* 29. Jänner 2003) ist ein österreichischer Fußballspieler.

## Karriere
Bitsche begann seine Karriere beim SV Ludesch. Zur Saison 2017/18 kam er in die AKA Vorarlberg, in der er fortan sämtliche Altersstufen durchlief. Im September 2020 erhielt er einen Profivertrag bei seinem Stammklub Altach, bei dem er zuvor im Juli 2020 gemeldet worden war. Zur Saison 2021/22 rückte er schließlich in den Profikader von Altach.
Nachdem er in seinem ersten Halbjahr ausschließlich für die viertklassigen Amateure Altachs gespielt hatte, gab er im März 2022 sein Debüt in der Bundesliga, als er am 22. Spieltag jener Saison gegen den FC Red Bull Salzburg in der 77. Minute für Stefan Haudum eingewechselt wurde. Dies blieb in der Saison 2021/22 sein einziger Profieinsatz. Zur Saison 2022/23 wurde er an den Zweitligisten SK Vorwärts Steyr verliehen. Während der Leihe kam er zu 20 Einsätzen in der 2. Liga, aus der er mit Steyr aber abstieg.
Zur Saison 2023/24 kehrte Bitsche nicht mehr nach Altach zurück, sondern wechselte fest zum Zweitligisten FC Dornbirn 1913. Für Dornbirn absolvierte er 29 Zweitligaspiele, ehe dem Team nach der Saison die Zweitligazulassung entzogen wurde. Anschließend wechselte er zur Saison 2024/25 zum Zweitligisten Floridsdorfer AC, bei dem er einen bis 2026 laufenden Vertrag erhielt.